# Rick VandenHurk
Henricus Nicolas VandenHurk, né le 22 mai 1985 à Eindhoven aux Pays-Bas, est un joueur néerlandais de baseball membre de l'équipe des Pays-Bas.

## Carrière

### Débuts
Rick VandenHurk pratique le baseball jusqu'à l'âge de seize ans aux Pays-Bas. Il évolue alors plutôt au poste de receveur. Repéré par les recruteurs américains, VandenHurk prend la direction des États-Unis. Il devient alors lanceur.

### Ligue majeure de baseball
Rick VandenHurk signe son premier contrat professionnel en 2002 avec les Marlins de la Floride. Il entreprend sa carrière en Ligue majeure le 10 avril 2007 sous les couleurs des Marlins. Le lanceur partant amorce 17 des 18 parties jouées pour l'équipe de Floride lors de sa saison initiale. Il compile un dossier victoires-défaites de 4-6, recevant son premier gain en majeures le 5 juin lors d'un match face aux Braves d'Atlanta où il limite l'adversaire à un seul coup sûr en six manches. En 81 manches et deux tiers lancées pour les Marlins en 2007, VandenHurk enregistre 82 retraits sur des prises.
Il joue pour la Floride jusqu'à la mi-saison 2010. Il est échangé le 31 juillet aux Orioles de Baltimore en retour d'un autre lanceur, Will Ohman. Après 11 parties jouées sur deux saisons à Baltimore, il est libéré par l'équipe le 3 février 2012. Le 22 février, il rejoint les Blue Jays de Toronto puis, durant le camp d'entraînement le 21 mars, il est réclamé au ballottage par les Indians de Cleveland. Libéré en début de saison sans avoir joué pour les Indians, il est mis sous contrat par les Pirates de Pittsburgh, pour qui il fait quatre apparitions au monticule en 2012.

### Classique mondiale de baseball
VandenHurk lance pour l'équipe des Pays-Bas à la Classique mondiale de baseball en 2009. Il effectue deux départs, et subit la défaite dans le revers de 9-3 de sa sélection face aux États-Unis.

## Statistiques
| Saison | Équipe    | G  | GS | CG | SHO | V | D  | SV | IP    | SO  | ERA  |
| ------ | --------- | -- | -- | -- | --- | - | -- | -- | ----- | --- | ---- |
| 2007   | Floride   | 18 | 17 | 0  | 0   | 4 | 6  | 0  | 81.2  | 82  | 6,83 |
| 2008   | Floride   | 4  | 4  | 0  | 0   | 1 | 1  | 0  | 14.0  | 20  | 7,71 |
| 2009   | Floride   | 11 | 11 | 0  | 0   | 3 | 2  | 0  | 58.2  | 49  | 4,30 |
| 2010   | Floride   | 2  | 0  | 0  | 0   | 0 | 0  | 0  | 1.1   | 1   | 6,75 |
| 2010   | Baltimore | 7  | 1  | 0  | 0   | 0 | 1  | 0  | 16.1  | 17  | 4,96 |
| Totaux | Totaux    | 42 | 33 | 0  | 0   | 8 | 10 | 0  | 172.0 | 169 | 5,86 |

Note : G = Matches joués ; GS = Matches comme lanceur partant ; CG = Matches complets ; SHO = Blanchissages ; 
V = Victoires ; D = Défaites ; SV = Sauvetages ; IP = Manches lancées ; SO = Retraits sur des prises ; ERA = Moyenne de points mérités.